# Hermann Steinmeyer
Friedrich Heinrich Hermann Steinmeyer (* 11. Juni 1857 in Holzhausen; † 22. Juli 1924 in Lügde) war ein deutscher Landwirt und Politiker.
Steinmeyer war der Sohn des Vollmeiers Hermann Steinmeyer (1827–1868) und dessen Ehefrau Karoline, geborene Hauer (1835–1929). Er heiratete am 15. November 1888 in Holzhausen Louise Dorothee Wilhelmine Reese (1866–1927). Steinmeyer war Landwirt in Holzhausen.
1905 bis 1911 war er Abgeordneter im Landtag des Fürstentums Waldeck-Pyrmont. Er wurde im Wahlkreis Pyrmont gewählt.